# Cantón de Oloron-Sainte-Marie-Ouest
El cantón de Oloron-Sainte-Marie-Ouest era una división administrativa francesa, situada en el departamento de los Pirineos Atlánticos y la región Aquitania.

## Composición
El cantón de Oloron-Sainte-Marie-Ouest incluía once comunas:
- Agnos
- Aren
- Asasp-Arros
- Esquiule
- Géronce
- Geüs-d'Oloron
- Gurmençon
- Moumour
- Oloron-Sainte-Marie (partie)
- Orin
- Saint-Goin

## Supresión del cantón de Santa María de Olorón-Oeste
En aplicación del Decreto n.º 2014-248 de 25 de febrero de 2014 el cantón de Santa María de Olorón-Oeste fue suprimido el 22 de marzo de 2015 y sus once comunas pasaron a formar parte del nuevo cantón de Santa María de Olorón-1.